# Federico Collino
Federico Collino (* 5. Dezember 1892 in Florenz; † 5. Juli 1975 in Bologna) war ein italienischer Schauspieler.

## Leben
Collino begann seine Bühnenlaufbahn wie er sie sein Leben lang bestritt: als verlässlicher Nebendarsteller und Charaktermime. Dabei spielte er neben Theatergrößen wie Maria Melato, Renzo Ricci, Antonio Gandusio, Ruggero Ruggeri, Nino Besozzi, Giulio Stival, Isa Pola, Memo Benassi, Lilla Brignone und Elena Zareschi. Von 1936 bis 1940 tourte er mit einer eigenen Schauspielgruppe, die er mit Enrico Viarisio und Giuseppe Porelli führte. Im Kino sah man seine gutmütigen, fülligen, humorvollen Charakterisierungen meist barocker Figuren ab 1935 vor allem in leichten Komödien; bemerkenswert vor allem sein alternder Marchese in Un garibaldino al convento von Vittorio De Sica. Seit 1950 verwitwet, spielte er noch zehn Jahre bis zu seinem Rückzug in ein Altersheim für Schauspieler in Bologna.

## Filmografie (Auswahl)
- 1935: Passaporte rosso
- 1940: Skandal um Dora (Dora Nelson)
- 1941: Verliebte Unschuld (Teresa Venerdi)
- 1942: Un garibaldino al convento
- 1950: Süßer Reis (L'iafferabile 12)
- 1957: Keine Schonzeit für Blondinen (La ragazza del Palio)
- 1959: Schlechte Zeiten für Vampire (Tempi duri per i vampiri)